# Minden (Nevada)
Minden város az USA Nevada államában, Douglas megyében, melynek megyeszékhelye is. Lakosainak száma 3442 fő (2020. április 1.).

## Népesség
A település népességének változása:

| 2010 | 3 001 |
| 2020 | 3 442 |